# 路德维希·冯·埃利希斯豪森
路德维希·冯·埃利希斯豪森（德語：Ludwig von Erlichshausen，1410年—1467年）是條頓騎士團第31任大團長，從1449/1450年到1467年任職。
和他的叔叔兼前任康拉德·馮·埃里希豪森一樣，路德維希來自施瓦本的埃爾里希豪森，現在是巴登-符騰堡州薩特爾多夫的一部分。
他對普魯士聯邦毫不妥協的立場使普魯士城市向波蘭國王尋求支持，這導致了在普魯士聯邦的支持下，騎士團與波蘭於1454年爆發了十三年戰爭。由於自昂貴的第一次托倫和約（1411年）以來騎士團資金短缺，路德維希不得不在戰爭期間將騎士團在馬爾堡的總部馬爾堡城堡交給他的僱傭兵以代替報酬。反過來，他們又將它賣給了1457年6月進入城堡的波蘭國王。騎士團不得不將首都遷至柯尼斯堡。1454/1455年，諾伊馬克首先被典當，然後根據科恩和默威條約出售給勃蘭登堡選帝侯。
然而，他們的前首都馬爾堡並不是唯一的損失，因為在1466年的第二次托倫合約中，騎士團不得不割讓其他地區：波梅瑞利亞、卡爾默蘭、瓦爾米亞和波美拉尼亞的一部分，包括馬林韋德。